# Charles Joseph Oudaert
Charles Joseph Oudaert est un homme politique, né le 13 mai 1746 à Gand et mort le 1er juillet 1811 dans la même ville. 

## Biographie
Charles Joseph Oudaert est le fils de Léopold Joseph Oudaert et de Marie Laridon.
Procureur au tribunal d'assignation de Gand de 1780 à 1783, puis avocat au Conseil de Flandre, il appartient à la magistrature et à l'administration, est membre de l'administration centrale du département de l'Escaut, conseiller de préfecture à Gand, et, le 28 fructidor an XI, député de ce département au Corps législatif.

## Mandats et fonctions
- Conseiller de préfecture
- Membre du Corps législatif : 1803-1807